# عملية قيصر
عملية قيصر هي مهمة سرية ألمانية حدثت في نهاية الحرب العالمية الثانية. كان هدفها هو جلب مفاعلات مسرشميت مي 262 إلى اليابان، عن طريق الغواصة، الزئبق والعلماء الألمان واليابانيين، لتغيير مسار حرب المحيط الهادئ. كانت الغواصة الألمانية يو-864 ، التي أبحرت من ميناء كيل في أواخر عام 1944 . غرقت في بحر الشمال بواسطة الغواصة البريطانية HMS Venturer قبالة جزيرة Fedje قرب بيرغن في النرويج.

## عملية قيصر
مع تقدم قوات الحلفاء والاستيلاء على القواعد البحرية والجوية، كانت الآمال الأخيرة للنظام النازي هي أسلحة الانتقام من ناحية، والأسلحة الانتقامية مثل فاو-2، ومن ناحية أخرى تسليم أحدث الاكتشافات العسكرية والتكنولوجيا في بينانج لتغيير مسار الحرب في المحيط الهادئ وإجبار الحلفاء على اكتشاف الجبهة الغربية (الحرب العالمية الثانية) . انعكس هذا الأمل في تأسيس عملية قيصر. في 5 ديسمبر 1944، أبحرت الغواصة U-864، من النوع غواصة الفئة التاسعة، من قناة كيل في شليسفيغ هولشتاين. على متن الطائرة، هناك محرك Me 163، وخطط Me 262، وعلماء يابانيون وألمان وحوالي 65 طن من الزئبق مقسمة إلى 1857 قارورة فولاذية مخزنة في الحجرات. كان طريقه هو أن يأخذه من بحر البلطيق إلى بحر الشمال، لتجاوز الجزر البريطانية ثم إفريقيا برأس الرجاء الصالح: لذلك ستستمر الرحلة لعدة أشهر، لكن الطاقم غادر واثقًا، لأن U -864 لم يتعرض لأية أضرار حتى الآن.

## بدء العملية والإصلاح في بيرغن
أجبر حادث هبوط عرضي في قاع البحر الملازم أول قائد رالف ريمار ولفرام على توجيه الغواصة إلى بيرغن، جنوب غرب النرويج، لإجراء الإصلاحات اللازمة للمخبأ برونو. تم حل العملية السرية من قبل الحلفاء وتأخير الإصلاحات، تم تنفيذ غارة في 12 يناير 1945من طرف 32 طائرة أفرو لانكاستر مجهزة بقنابل تولبوي و قذفات القنابل دي هافيلاند موسكيتو التابعة لسلاح الجو الملكي البريطاني. لم تنجح هذه الغارة، حيث لحقت أضرار طفيفة الغواصة U-864.

## نهاية U-864

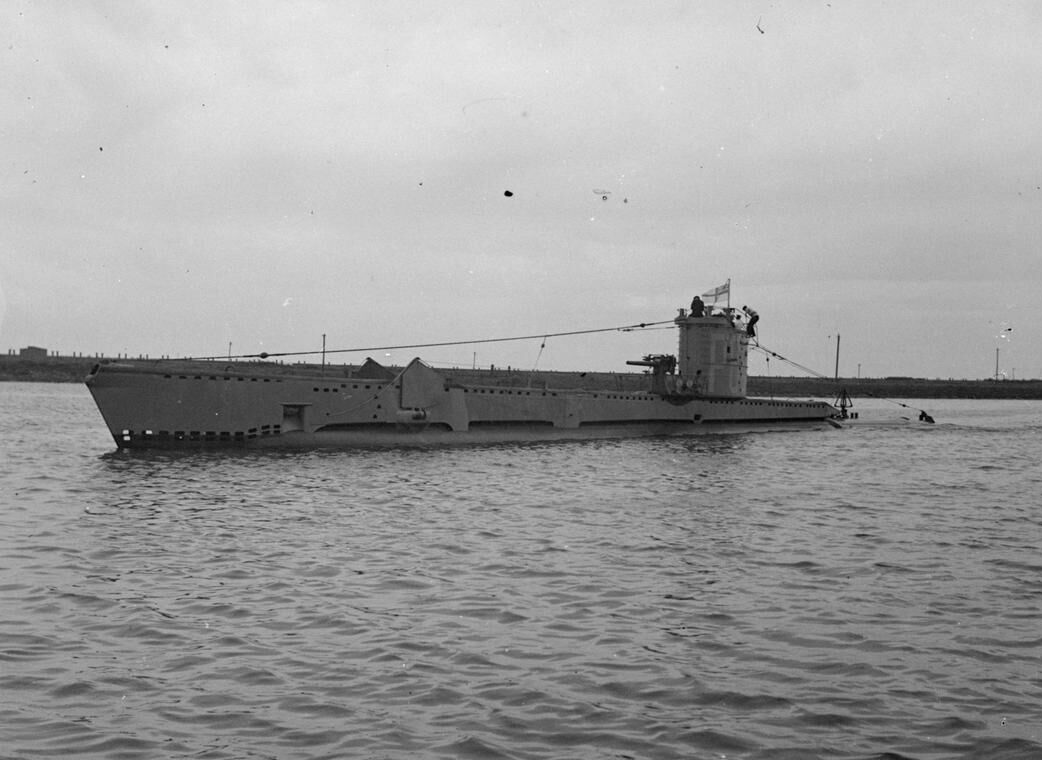
.

بعد توقف قسري في بيرغن، استأنفت U-864 رحلة وطريقها من خلال سلسلة من الجزر الساحلية هوردالاند، وذلك باستخدام القناة الطبيعية بين الجزر SOTRA و ASKØY وتنتهي مع الجزيرة الصغيرة من Fedje . في نفس الوقت، الغواصة البريطانية أتش أم أس Venturer ، ومقرها في ليرويك في جزر شتلاند، وأرسل على دوريته الحادية عشرة في Fedje لاعتراض الغواصات الألمانية، والتي قد غادروا بالفعل بيرغن ومرت الجزيرة يوم 6 فبراير. ولكن في 8 فبراير، تسبب تلف في المحرك الأيمن في إجبار U-864 على التراجع بعد تقديم إشعار بعودتها إلى القبو برونو. أشار الرد الألماني إلى أنه سيتم توفير حراسة في 10 فبراير بالقرب من منارة Hellisøy ، جنوب Fedje. بصوت عالٍ بشكل غير عادي، تم اكتشاف محرك الديزل U-864 بواسطة سماعة مائية الغواصة البريطانية Venturer في 9 فبراير. قرر الملازم جيمس «جيمي» س. لوندرز، الذي كان يقود الغواصة البريطانية، عدم استخدام ASDIC حتى لا يخون منصبه. في وقت لاحق، لاحظ منظار U-864 الذي لم يكن يعلم بعد أنه يتم تعقبه. ثم بدأ توقع غير عادي في هذا النوع من المواجهة: انتظر الطاقم البريطاني 45 دقيقة حتى تصل الغواصة الألمانية إلى السطح لنسفها. بعد الكشف عن وجود غواصة Venturer ، توجهت U-864 إلى بيرغن دون انتظار مرافقتها، متعرجة، وبالتالي المخاطرة بإخراج المنظار بانتظام. من خلال طوربيداته البالغ عددها 22 طوربيدات، كان بإمكانه بسهولة أن يسيطر على الطوربيدات الأربعة للغواصة البريطانية. قضى المغسلون ثلاث ساعات في فك رموز مخطط مسارات U-864 وفي ساعة 12 و 12 دقيقة أطلق أول طوربيد. تبعها الثلاثة الآخرون، بفاصل 17 ثانية، خلال غوص وقائي لتجنب الهزة الارتدادية الألمانية. بعد اكتشاف الطوربيد الأول، غاصت الغواصة U-864 لتفاديها، لكنها تراجعت مع الطوربيد الرابع بعد تجنب الطوربيد الآخرين. تحطمت الغواصة إلى قسمين. تقع الآن على عمق 150 م، وعلى بعد أربعة كيلومترات من جزيرة فيدج، مع طاقمها المكون من ثلاثة وسبعين فردًا. وفي ساعة 12:14 ظهرا سجلت المغاسل في السجل «انفجارا قويا تلاه اصوات انكسار». كانت هذه هي المرة الوحيدة في تاريخ الحرب التي تغرق فيها غواصة أخرى بينما كان الاثنان تحت الماء. بعد الحرب، وتبرعت بالمشروع إلى القوى البحرية الملكية النرويجية والتي سميت KNM أوتشتاين.

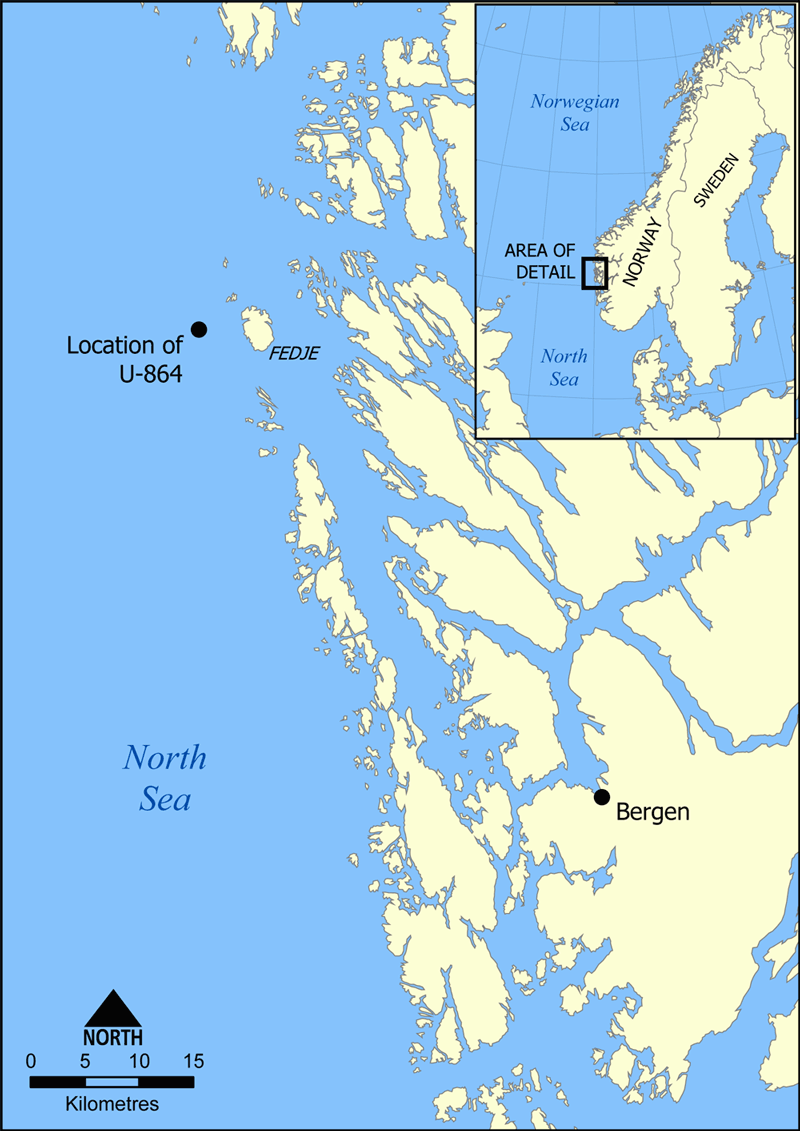
موقع U-864.